# Leptoneta maculosa
Leptoneta maculosa là một loài nhện trong họ Leptonetidae.
Loài này thuộc chi Leptoneta. Leptoneta maculosa được miêu tả năm 1986 bởi D. X. Song & Xu.